# هوزلیتس
هوزلیتس (به آلمانی: Hüselitz) یک منطقهٔ مسکونی در آلمان است که در تانگرهوته واقع شده‌است. هوزلیتس ۲۶۱ نفر جمعیت دارد.